# Bougainvillia paraplatygaster
Bougainvillia paraplatygaster är en nässeldjursart som beskrevs av Xu, Huang och Chen 1991 . Bougainvillia paraplatygaster ingår i släktet Bougainvillia och familjen Bougainvilliidae. Inga underarter finns listade i Catalogue of Life.